# Ecopower
Ecopower cv is een Belgische burgercoöperatie die optreedt als producent en leverancier van groene stroom en groene warmte. Het kapitaal dat door de coöperanten is bijeengebracht wordt aangewend om projecten te financieren, al dan niet in samenwerking met andere coöperaties. Werkgebied is Vlaanderen, er zijn ook samenwerkingsprojecten in Wallonië.
- De cv verzamelt geld om te investeren in rationeel energieverbruik en groene energie.
- Bijkomend informeert en sensibiliseert Ecopower omtrent hernieuwbare energie en rationeel energiegebruik en coöperatief ondernemen.
- Een derde doel is het samenbrengen van groenestroomverbruikers. Sinds de liberalisering van de elektriciteitsmarkt (1 juli 2003) levert Ecopower groene stroom aan zijn aandeelhouders. Voor Ecopower is het leveren van groene stroom een dienst aan zijn coöperanten.

In 2020 had Ecopower meer dan 60.000 coöperanten. Eind 2019 leverde Ecopower groene stroom aan 1,64% van de Vlaamse huishoudens.
In 2015 kreeg Ecopower de Nederlandse prijs "P-NUTS Mooiste Coöperatie Award". Ecopower is ook mede-oprichter van de Europese en Vlaamse koepelorganisaties REScoop.eu en REScoop Vlaanderen en een van de drijvende krachten achter Coopkracht.

## Projecten
Bekende projecten van Ecopower zijn de windturbines in Eeklo, Gistel en de Haven van Gent en de kleine waterkrachtcentrales in Rotselaar, Aarschot en Overijse.
Ecopower zette in de loop van 2006, samen met de West-Vlaamse groenestroomcoöperatie BeauVent, PV-decentraal op. Met dit project werd in de loop van 2007 bij méér dan 700 coöperanten van Ecopower en Beauvent het dak uitgerust met zonnecellen. Het inschrijven voor dit PV-decentraal project werd afgesloten op 31 december 2006. De tweede ronde in 2007 kon niet doorgaan omdat de subsidieregeling veranderd is.
In november 2007 werd in Eeklo een warmtekrachtkoppeling (WKK) op lokaal geproduceerde koolzaadolie opgestart. De groene stroom gaat naar het elektriciteitsnet, de groene warmte naar een gebouw van de stad Eeklo.
In 2008 startte Ecopower de restauratie van de Molen van Schoonhoven in Aarschot en in 2011 rondde men de restauratie van de maalderijmachines van de watermolen van Rotselaar af.
In 2010 investeerde Ecopower in 2 windturbines van 2,3 MW in Doornik, in 2011 in 2 windturbines van 2,3 MW in Eeklo, 1 van 2,3 MW in Weismes en 1 van 2,3 MW in Houyet.
Er loopt ook al enkele jaren een project om PV-panelen te plaatsen op schoolgebouwen waarbij een educatief pakket, ontwikkeld door WWF, aan de scholen wordt aangeboden.
Op 7 augustus 2012 keurde het FSMA de prospectus van Ecopower goed.
Ecopower richtte in 2010 samen met BeauVent (Diksmuide) en de Waalse coöperaties: Emissions Zéro, Clef-Europe, Courant d'air, Citipar, Lucéole en Nossemoulin de Belgische federatie van verenigingen en coöperaties van burgers voor hernieuwbare energie op: REScoop.be. 
Op 17 maart 2011 werd in Brussel de Europese federatie van verenigingen en coöperaties van burgers voor hernieuwbare energie opgericht: REScoop.eu.
| Project       | Plaats                       | Aantal        | Opbrengst (jaar)       | Sinds     | Beschrijving                     | Opmerking         |
| ------------- | ---------------------------- | ------------- | ---------------------- | --------- | -------------------------------- | ----------------- |
| Windkracht    | Eeklo                        | 1             | 1,8 MW (3.250 MWh)     | 2001      | Leidijkmolen                     | Enercon E66       |
| Windkracht    | Eeklo                        | 1             | 1,8 MW (3.250 MWh)     | 2001      | Verheylegatmolen                 | Enercon E66       |
| Windkracht    | Eeklo                        | 1             | 0,6 MW (950 MWh)       | 2002      | Honderdbundermolen               | Enercon E44       |
| Windkracht    | Gent                         | 20% van 11    | 4.385 MW (8.800 MWh)   | 2005      | Kluizendok                       | Enercon E70       |
| Windkracht    | Gistel                       | 1 (van de 3)  | 759 MW (1.650 MWh)     | 2007      | Samen met BeauVent               | Enercon E70       |
| Windkracht    | Doornik/Dour                 | 2 (van de 10) | 4.600 MW (10.000 Mwh)  | 2011      | Samen met Emissions Zéro &Ventis | Enercon E82       |
| Windkracht    | Eeklo                        | 2             | 4.600 MW (10.000 Mwh)  | 2011      |                                  | Enercon E82       |
| Windkracht    | Mesnil-St.-Blaise            | 2 (van de 4)  | 2 x 2,3 MW             | 2011      | Samen met O'Manne Celeste        | Enercon E82       |
| Windkracht    | Kalmthout / Essen            | 1 (van de 4)  | 1 x 2 MW               | eind 2012 | Samen met Megawindy              | Repower MM92      |
| Windkracht    | Beersel / Sint-Pieters-Leeuw | 1 (van de 3)  | 1 x 3 MW               | ?         | Samen met Colruyt                | ?                 |
| Windkracht    | Bilzen / Hoeselt             | 1 (van de 3)  | 1 x 3 MW               | ?         | Samen met WindVision             | ?                 |
| Windkracht    | Zepperen / Kortenbos         | 3 (van de 3)  | 3 x 3 MW               | ?         | Alleen                           | ?                 |
| Windkracht    | Asse / Mollem                | 4 (van de 4)  | 4 x 3 MW               | ?         | Alleen                           | ?                 |
| Windkracht    | Mol                          | 8             | 8 x 3 MW               | ?         | Alleen                           | ?                 |
| Waterkracht   | Overijse                     | 1             | 0,012 MW (20 MWh)      | 2003      | Watermolen van Overijse          | bovenslagrad      |
| Waterkracht   | Rotselaar                    | 1             | 0,075 MW (500 MWh)     | 2004      | Molen Van Doren                  | turbinewatermolen |
| Waterkracht   | Aarschot                     | 1             | 0,010 MW (500 MWh)     | 2011      | Molen van Schoonhoven            | middenslagrad     |
| Biomassa      | Eeklo                        | 1             | 0,2 MW+220th (400 MWh) | 2006      | Warmte naar stadsgebouwen        | plantenolie       |
| PV-panelen    | decentraal                   |               | 0,4MW (340 MWh)        | 2007      |                                  |                   |
| PV-panelen    | op scholen                   |               | 4 MW (3400 MWh)        | 2009      |                                  |                   |
| Pelletfabriek | Ham                          | 1             | 40.000 ton             | 2014      | DINplus of ENplus kwaliteit      |                   |